# Palazzo
Un palazzo è un edificio di grandi dimensioni, proporzioni e pregio architettonico adibito ad abitazione di re, principi e signori o sede di uffici pubblici o di rappresentanza per enti privati quali banche e fondazioni.
Il termine deriva dal nome in latino del colle Palatino di Roma (Palatium), dove in epoca imperiale si erano sviluppate le strutture della residenza ufficiale degli imperatori (Domus Augustana). Il nome del colle divenne per antonomasia quello di ogni residenza regale e principesca. Le case signorili plurifamiliari, nell'edilizia moderna, a 4 o 5 piani con almeno un appartamento ciascuno, prendono il nome di palazzina.

## Storia

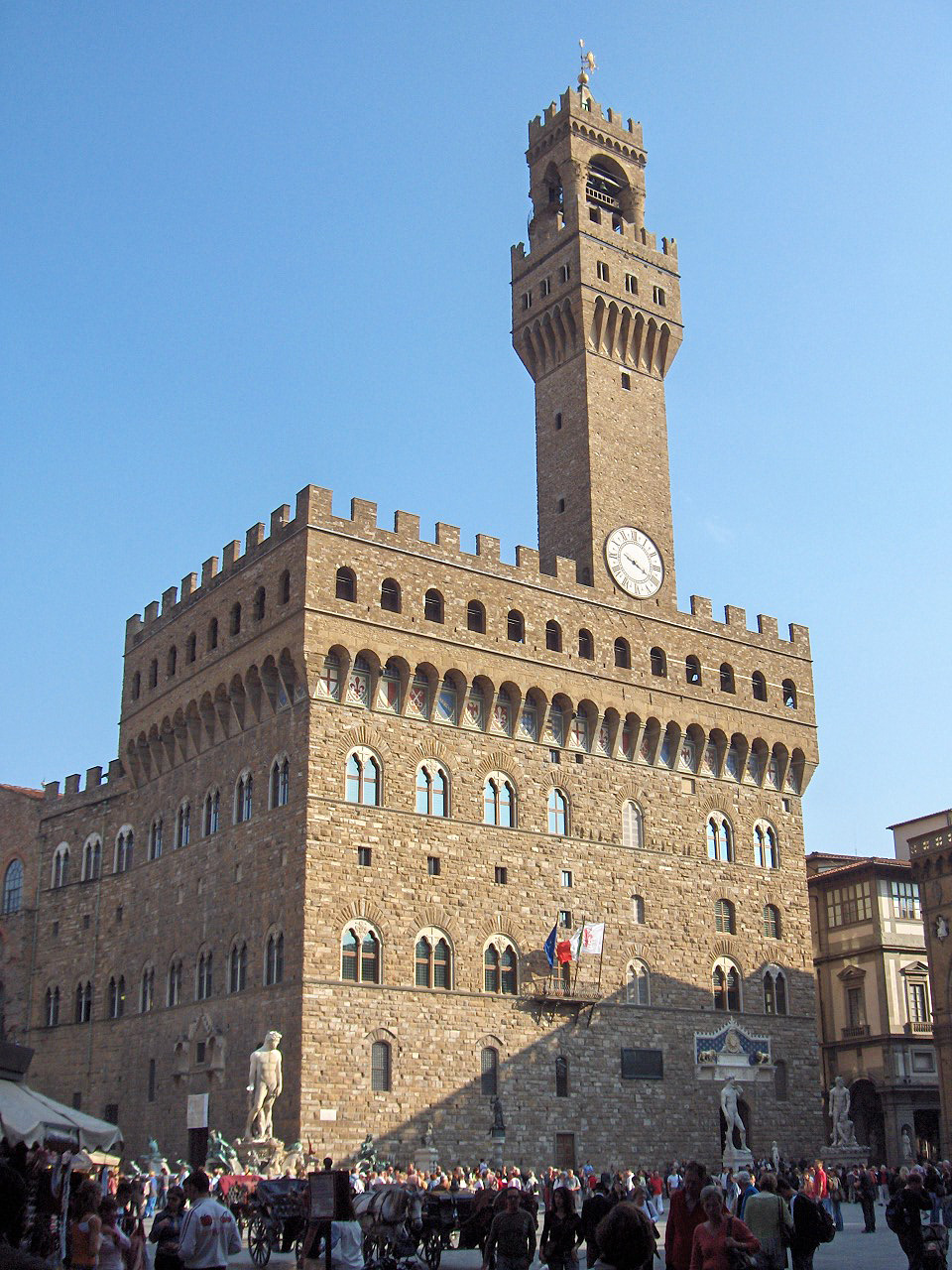
Palazzo Vecchio a Firenze.

I primi palazzi, residenze regali e contemporaneamente centri delle attività economiche, politiche e religiose, delle società palaziali dell'età del bronzo nelle città della antica Mesopotamia, dell'antico Egitto e della civiltà minoica e successivamente micenea. Oltre alla residenza del re, con ambienti privati e di ricevimento, comprendevano magazzini, archivi, e luoghi di culto. In età antica ebbero simili caratteristiche le residenze dei sovrani ellenistici, mentre le ampie ville suburbane dell'aristocrazia senatoria romana e della famiglia imperiale, al centro di vaste proprietà agricole, furono essenzialmente centri residenziali ed economici, mentre le funzioni pubbliche erano svolte dagli appositi edifici cittadini, come il senato romano.
Con la decadenza e il crollo dell'impero romano, nel corso del medioevo i castelli fortificati divennero le residenze dei signori feudali, centro di difesa di un territorio, mentre le più importanti famiglie cittadine popolavano i centri urbani di case torri, simbolo di potenza e ricchezza, e le istituzioni comunali erigevano i palazzi municipali.
Nell'età moderna, venute poi meno le esigenze difensive, i castelli e i palazzi urbani si arricchirono di opere d'arte per divenire comode residenze signorili, che con lo splendore delle facciate, spesso affacciate sulle piazze, offrivano un'immagine della potenza della famiglia.

## Nel mondo
In Estremo Oriente (Cina, Corea e Giappone) il palazzo è sempre da intendersi come "complesso palaziale" che riunisce i vari ambienti/edifici attraverso i quali il sacro sovrano sposta la sua residenza nei diversi mesi dell'anno in accordo a complessi rituali geomantici. Queste articolate strutture, tra le più complesse e grandi mai realizzate (v.si Città Proibita di Pechino) erano realizzate prevalentemente in legno (l'alzato) ma anche in pietra (fondamenta e terrazze sulle quali le costruzioni abitabili appoggiano).

## Stili
| Stile             | Descrizione | Esempio                                                                                                 |
| ----------------- | --- | --- |
| Art déco          | L'Art déco è stato un fenomeno del gusto che interessò sostanzialmente il periodo fra il 1919 e il 1930 in Europa, mentre in America, in particolare negli USA, si prolungò fino al 1940: riguardò le arti decorative, le arti visive, l'architettura e la moda. | Il Chrysler Building di New York, uno degli edifici-simbolo dell'Art déco                               |
| Art nouveau       | Si parla in maniera generale di architettura art nouveau in riferimento alla declinazione architettonica del movimento artistico noto come Art Nouveau, sorto in Europa negli ultimissimi anni dell'Ottocento, e, in riferimento ai diversi esiti nazionali: di architettura liberty in Italia; di architettura modernista in Spagna; e di architettura jugendstil in Germania, in Svizzera, e nell'Impero austro-ungarico.                                | Il Palazzo della Secessione, Vienna, 1897                                                               |
| Barocco           | Un movimento estetico, ideologico e culturale sorto in Italia tra la fine del XVI e l'inizio del XVII secolo, e dall'Italia propagatosi in tutta Europa nel mondo delle arti, della letteratura, della musica, e in numerosi altri ambiti, fino alla metà del XVIII secolo. | Schloss Hetzendorf, Vienna, facciata verso il parco                                                     |
| Bauhaus           | Erede delle avanguardie anteguerra, non fu solo una scuola, ma rappresentò anche il punto di riferimento fondamentale per tutti i movimenti d'innovazione nel campo del design e dell'architettura legati al razionalismo e al funzionalismo, facenti parte del cosiddetto Movimento Moderno. | Edifici della scuola dell’ADGB, Berlino                                                                 |
| Beaux-Arts        | La caratteristica dello stile Beaux-Arts è il riferimento più o meno esplicito a un insieme di stili passati riconosciuti come compatibili, come il neoclassico, il neobarocco, il neorinascimentale, il neobizantino, il neoromanico | Centro Culturale Kirchner a Buenos Aires                                                                |
| Bizantino         | Si è sviluppata nell'arco di un millennio, tra il V ed il XV secolo, prima nell'ambito dell'Impero romano, poi di quello bizantino, che ne raccolse l'eredità e di cui Costantinopoli fu capitale. | Palazzo di Teodorico - Ravenna                                                                          |
| Decostruttivista  | Il decostruttivismo è un movimento architettonico spesso contrapposto al movimento postmoderno. | Casa danzante a Praga                                                                                   |
| Gotico            | Uno stile architettonico, fase dell'architettura medievale europea, caratterizzato da particolari forme strutturali ed espressive, in un periodo compreso fra la metà del XII secolo e, in alcune aree europee, i primi decenni del XVI secolo. | Municipio di Arras                                                                                      |
| Liberty           | L'architettura Liberty in Italia si affermò inizialmente come «arte nuova» o, secondo il giornalista torinese Enrico Thovez, «arte floreale», questo nuovo stile stupì per essere così «fedelmente naturalistico e nella sostanza nettamente decorativo». | Casa Fenoglio-Lafleur a Torino, 1902                                                                    |
| Manierista        | Il manierismo è una corrente artistica, prima italiana e poi europea, del XVI secolo. | Palazzo Ambrogio Di Negro a Genova                                                                      |
| Modernista        | Il modernismo è un movimento filosofico-estetico che, in linea con i cambiamenti culturali del suo tempo, nacque dalle enormi trasformazioni della società occidentale durante la fine del XIX secolo e l'inizio del XX. Tra i fattori che determinarono il modernismo c'erano lo sviluppo delle moderne società industriali e la rapida crescita dell'urbanizzazione, seguite poi dalle reazioni di orrore alla devastazione della prima guerra mondiale. | L'Unité d'Habitation Corbusierhaus di Charlottenburg-Wilmersdorf, a Berlino, realizzata da Le Corbusier |
| Neobarocco        | Il Palazzo Adria a Fiume è uno storico edificio affacciato sul mare già sede della Società anonima di navigazione marittima "Adria", attuale Jadrolinija. | Il Palazzo Adria a Fiume, Croazia                                                                       |
| Neoclassico       | Per architettura neoclassica si intende lo stile architettonico che, in linea con la più generale tendenza artistica del neoclassicismo, riprende ideali e apparato formale dell'architettura classica greca e romana e la razionalità nelle forme stesse, assimilando gli elementi architettonici tradizionali a elementi costruttivi. | Palazzo Laderchi a Faenza                                                                               |
| Neorinascimentale | L'architettura neorinascimentale è una corrente che si sviluppò a partire dal XIX secolo, parallelamente al Neoclassicismo e al Neogotico, riprendendo l'apparato formale dell'architettura rinascimentale. | Casa Loma, Toronto                                                                                      |
| Postmodernista    | Un ampio movimento ideale che si è sviluppato tra la metà e la fine del XX secolo attraversando la filosofia, le arti, l'architettura e la critica. | Portland Building (1982), dell'architetto Michael Graves, un esempio di architettura postmoderna        |
| Rinascimentale    | Fase dell'architettura italiana che si sviluppò dal 1420 alla metà del XVI secolo, con il ritorno alla vita dell'antichità classica. | Palazzo della Fondazione Monteparma (Parma)                                                             |
| Rococò            | Apparso per la prima volta in alcuni ambienti di Versailles, il Rococò fu riproposto in alcuni palazzi parigini come l'Hôtel de Soubise, e in seguito si irradiò in tutta Europa. | Palacio del Marqués de Dos Aguas, Valencia                                                              |
| Romanico          | L'architettura romanica è lo stile del costruire proprio dell'arte romanica, che si diffuse in Europa nell'XI e XII secolo, fino all'affermazione dell'arte gotica, cioè verso la metà del XII secolo in Francia e con persistenze maggiori negli altri paesi europei. | Arengario di Monza                                                                                      |

## Nella cultura di massa
Pier Paolo Pasolini coniò la "metafora del Palazzo": per "affrontare il nodo della scissione tra la politica e la vita" alludendo allo spazio fisico in cui in Italia è esercitata la prima.